# Fosse d'Haveluy
La fosse d'Haveluy de la Compagnie des mines d'Anzin est un ancien charbonnage du Bassin minier du Nord-Pas-de-Calais, situé à Haveluy. Les travaux des deux puits commencent en 1866 et la fosse commence à produire en 1868. Les terrils nos 157 et 158 sont édifiés à l'est de la fosse. Des cités sont bâties. La fosse est détruite durant la Première Guerre mondiale. Elle est reconstruite avec deux chevalements en béton armé, dont celui du puits no 1 est similaire à celui du puits no 2 de la fosse Dutemple, conservé. La fosse cesse d'extraire en août 1936. Elle doit alors ensuite servir à l'aérage.
La Compagnie des mines d'Anzin est nationalisée en 1946, et intègre le Groupe de Valenciennes. Les puits sont comblés en 1954. Les installations de surface sont détruites vingt ans plus tard.
Au début du XXIe siècle, Charbonnages de France matérialise les têtes des puits d'Haveluy nos 1 et 2. Les cités ont été rénovées. Il subsiste trois bâtiments de la fosse, ainsi qu'une partie des murs d'enceinte. Les deux terrils ont été conservés, et le no 157 est entré en combustion au début des années 2000, tandis que le no 158 est entièrement boisé. Deux cités, un dispensaire et les deux terrils ont été classés le 30 juin 2012 au patrimoine mondial de l'Unesco.

## La fosse

### Fonçage
Les deux puits de la fosse d'Haveluy sont commencés en 1866 par la Compagnie des mines d'Anzin à Haveluy. Le puits no 2 est situé à 30 mètres au nord-nord-ouest du puits no 1. 

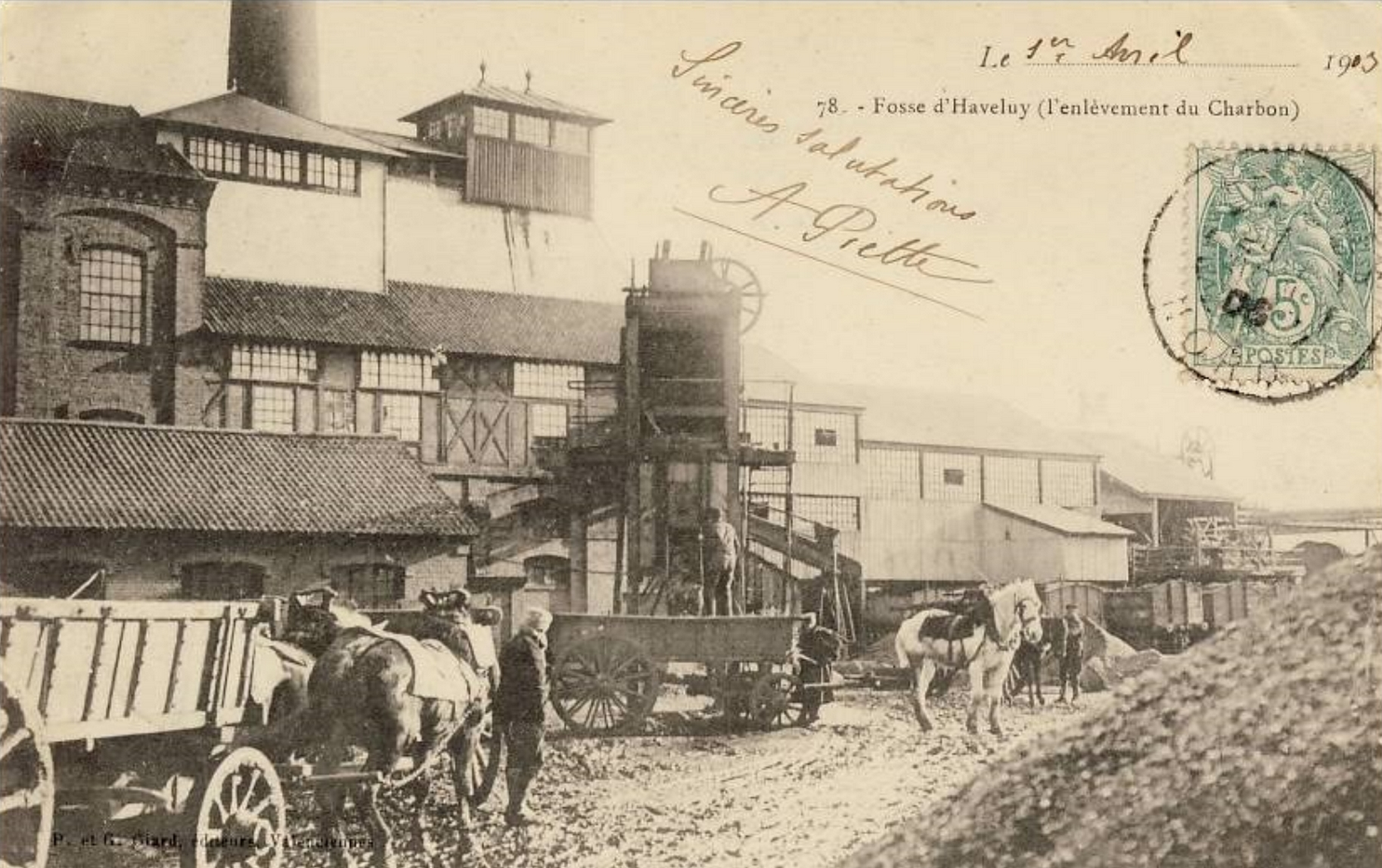
Le puits no 1 vers 1900.

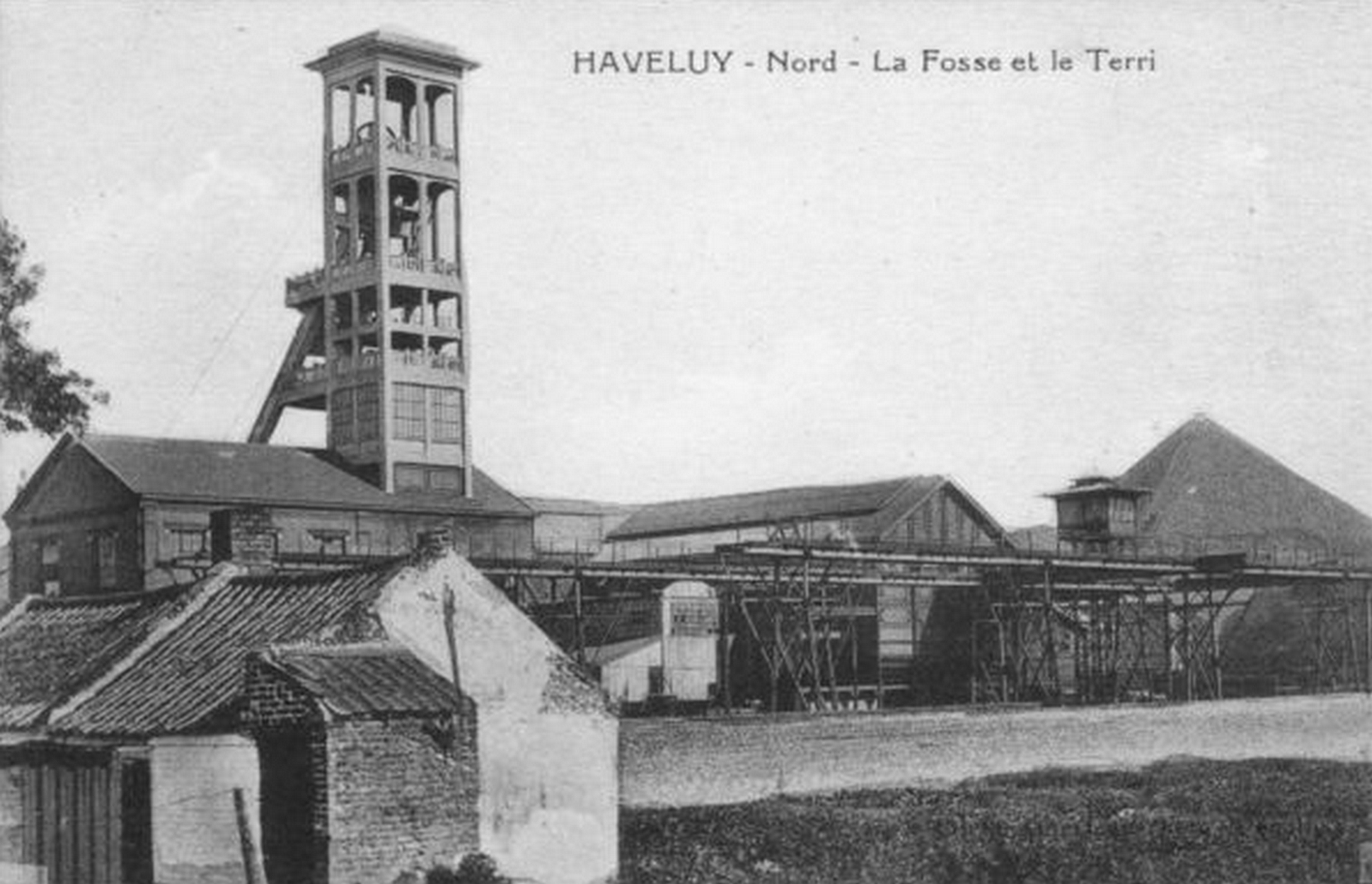
La fosse reconstruite après la guerre.

Les orifices des puits sont situés à l'altitude de 29 mètres. Le terrain houiller est atteint à la profondeur de 71 mètres, au nord de l'affleurement de la veine Charlotte.

### Exploitation
La fosse commence à extraire en 1868. Les terrains y sont généralement en plat, avec inclinaison de 40 à 45° vers le sud. Ils sont parfois relevés par de petits droits tout à fait locaux. Ce genre d'allure est surtout localisé autour des puits. Les couches de houille manquent de régularité et subissent des appauvrissements locaux, probablement à cause du voisinage du cran de retour, qui passe en affleurement à 300 mètres au sud de la fosse. Parmi les crans qui disloquent le gisement, le plus important a reçu le nom de cran d'Haveluy. Il traverse le puits à la profondeur de 190 mètres et présente une direction nord 75° ouest, avec pente de 45° au sud. Malgré le sens de son plongement, ce sont les terrains du midi qui ont monté sur lui qui ont monté sur lui de 200 mètres environ, suivant sa ligne de plus grande pente. Il s'agit, dans le jargon des mineurs, d'une « faille à l'envers », un droit brisé en quelque sorte.
Du côté du nord, les explorations n'ont été poussées en bowette qu'à cent mètres au-delà de la veine Charles, à l'étage de 304 mètres, mais à l'extrémité de la galerie, on a continué les recherches en beurtia, sans obtenir de résultat. Au sud, les bowettes des étages de 220 et 340 mètres ont atteint le cran de retour à 150 mètres de la veine Edmond, puis ont été poursuivies au-delà de cet accident, sur une longueur de 600 mètres, dans des terrains complètement bouleversés. La faille d'Abscon a peut-être été traversée dans cet intervalle, la grande irrégularité des terrains marque complètement son passage. Les veines Edmond et Charlotte, voisines de cette région brouillée, sont encore plus irrégulières que les autres, et ne sont que très accidentellement exploitables.
La fosse est détruite durant la Première Guerre mondiale. Elle est reconstruite avec des chevalements en béton armé. Le puits no 1 dispose d'un chevalement similaire à celui qui a été conservé au puits no 2 de la fosse Dutemple, alors que le puits no 1 dispose d'un chevalement sommaire, et de petite taille. Le bâtiment de la salle des machines est commun aux deux puits, et situé entre les deux. En conséquence, le puits no 1 assure l'extraction et le service, tandis que le puits no 2 assure l'aérage. La fosse d'Haveluy cesse d'extraire en août 1936, après avoir produit 7 209 600 tonnes de houille.
La Compagnie des mines d'Anzin est nationalisée en 1946, et intègre le Groupe de Valenciennes. Les puits nos 1 et 2, respectivement profonds de 668 et 543 mètres, sont remblayés en 1954. Les installations de surface sont principalement détruites en 1974.

### Reconversion
Au début du XXIe siècle, Charbonnages de France matérialise les têtes des puits d'Haveluy nos 1 et 2. Le BRGM y effectue des inspections chaque année. De la fosse, il subsiste trois bâtiments, dont les bains-douches et le poste de secours, ainsi qu'une partie des murs d'enceinte.

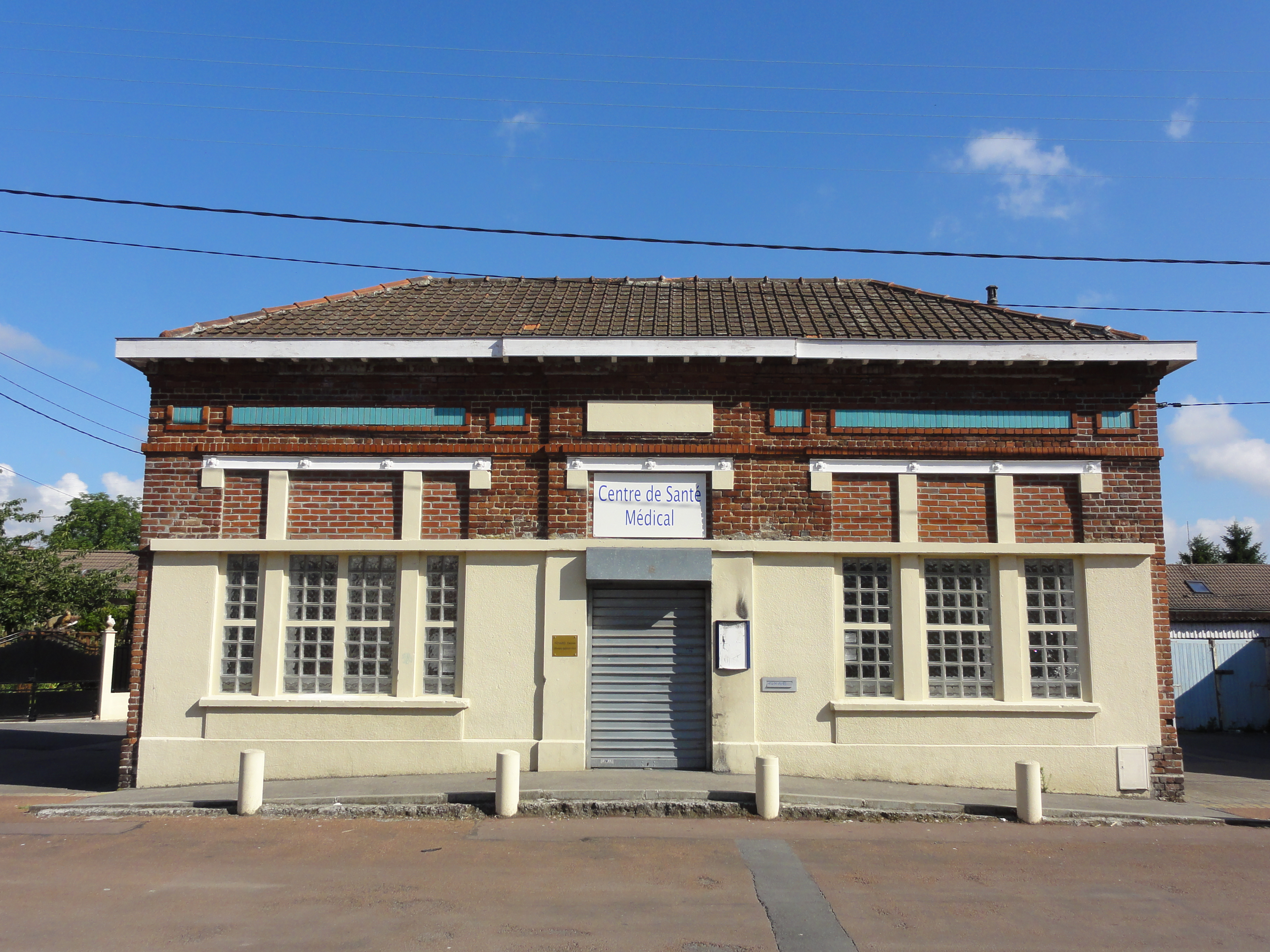
Le poste de secours.
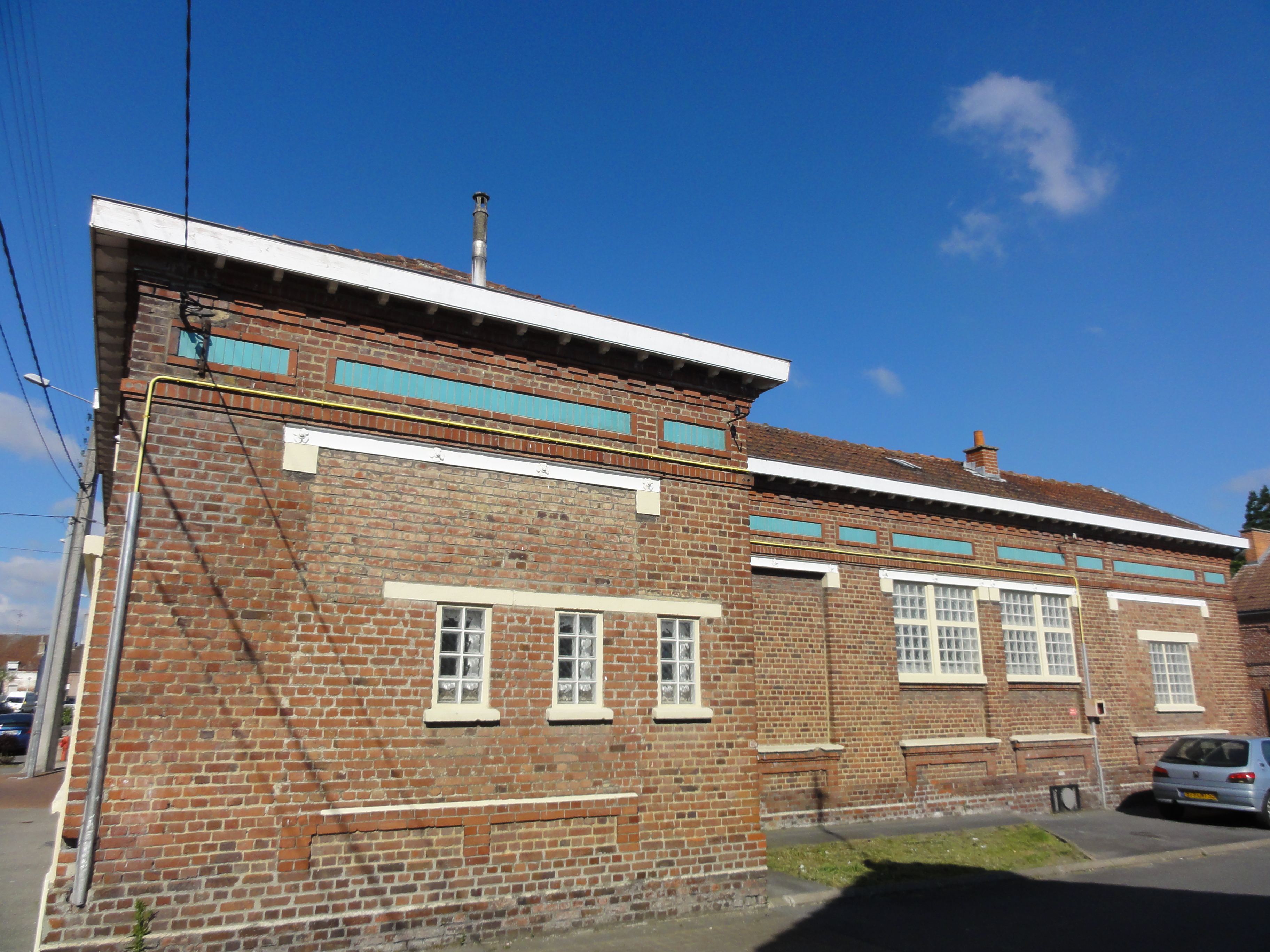
Vue latérale du poste de secours.
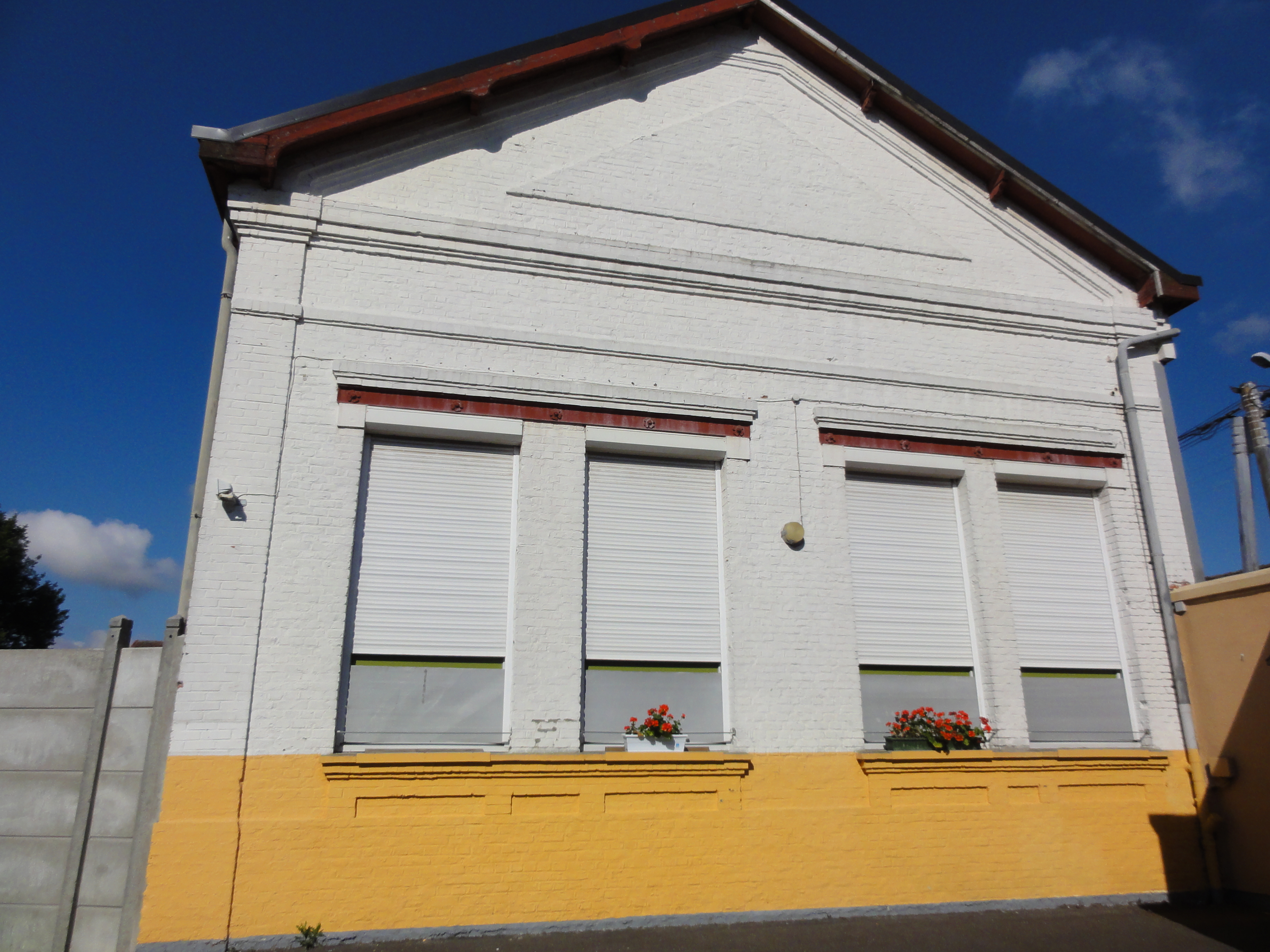
Les bains-douches.
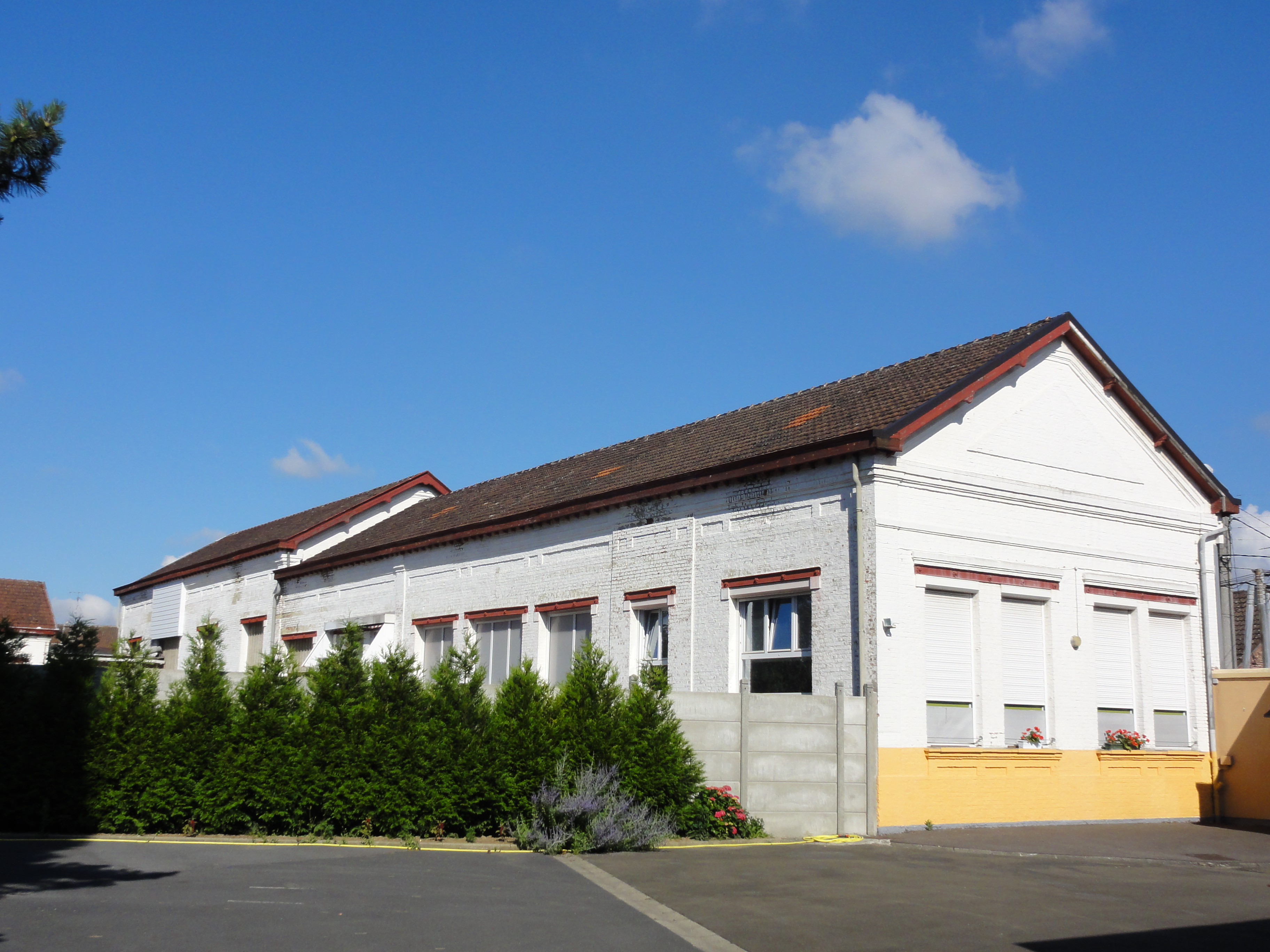
Les bains-douches.
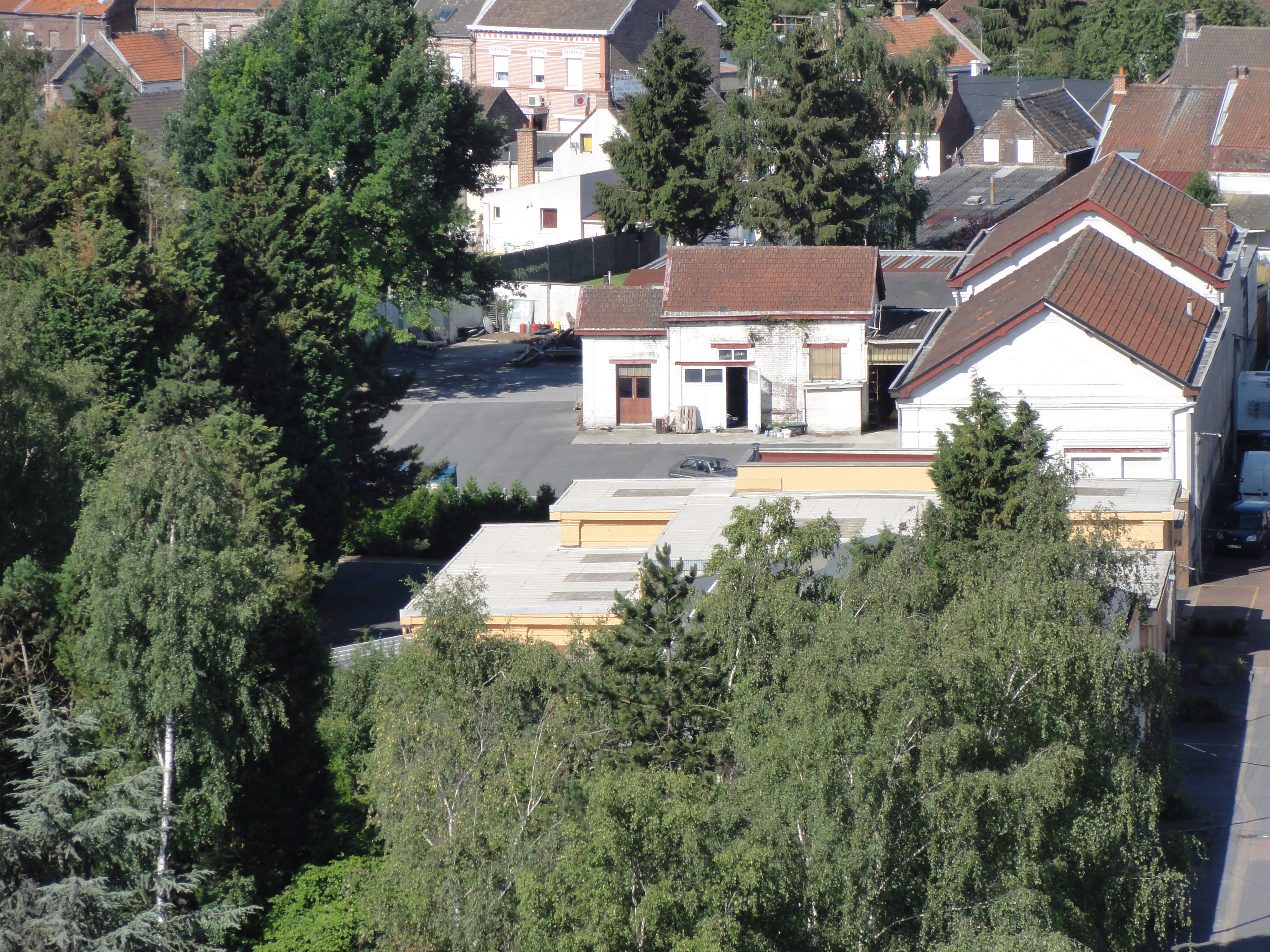
Une partie du carreau de fosse vu depuis le sommet du terril no 157.
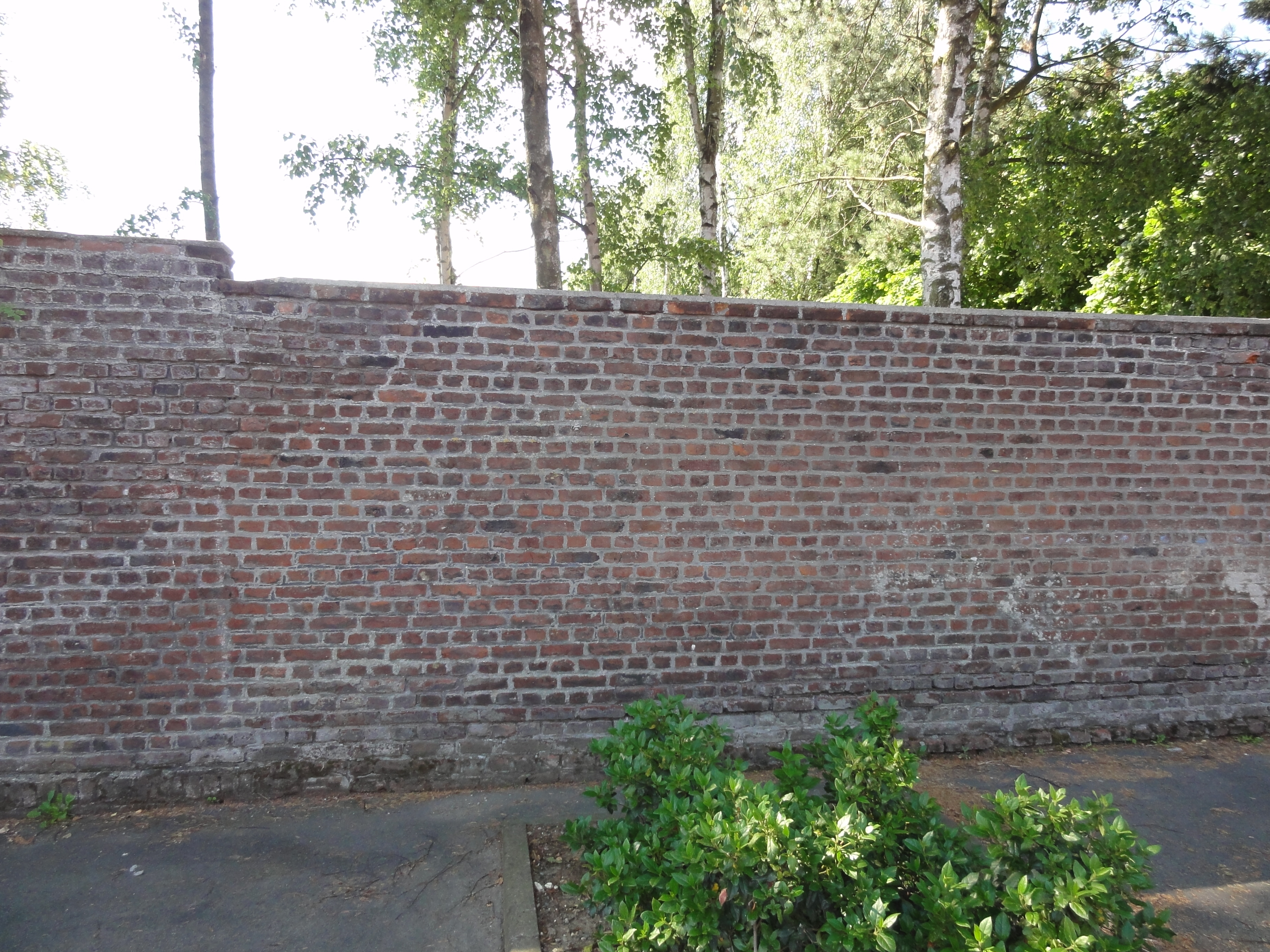
Le mur d'enceinte.

## Les terrils
Deux terrils résultent de l'exploitation de la fosse. Tous deux font partie des 353 éléments répartis sur 109 sites qui ont été classés le 30 juin 2012 au patrimoine mondial de l'Unesco. Ils constituent une partie du site no 15.

### Terrilno157, Haveluy Nord

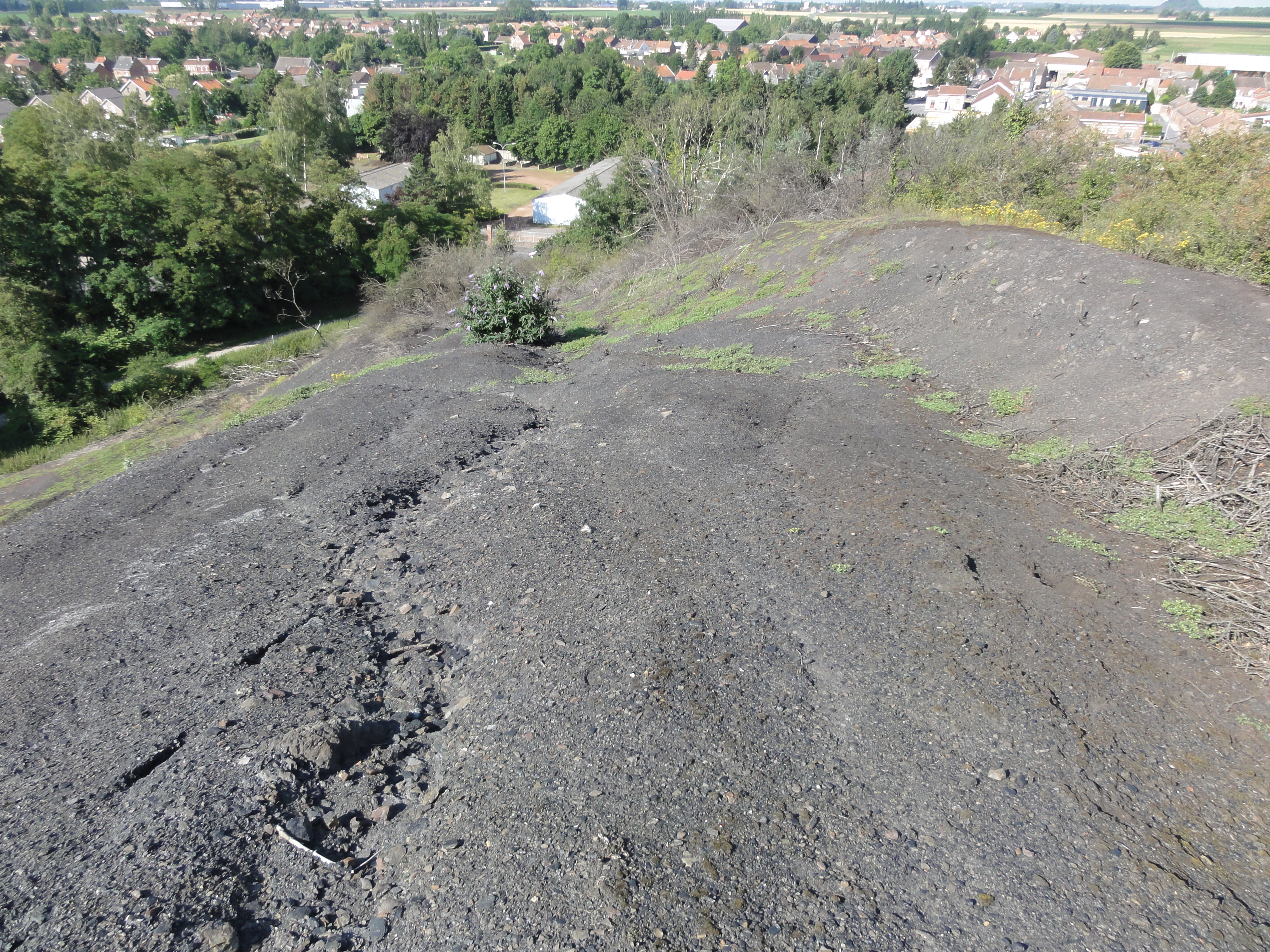
Le terril Haveluy Nord.

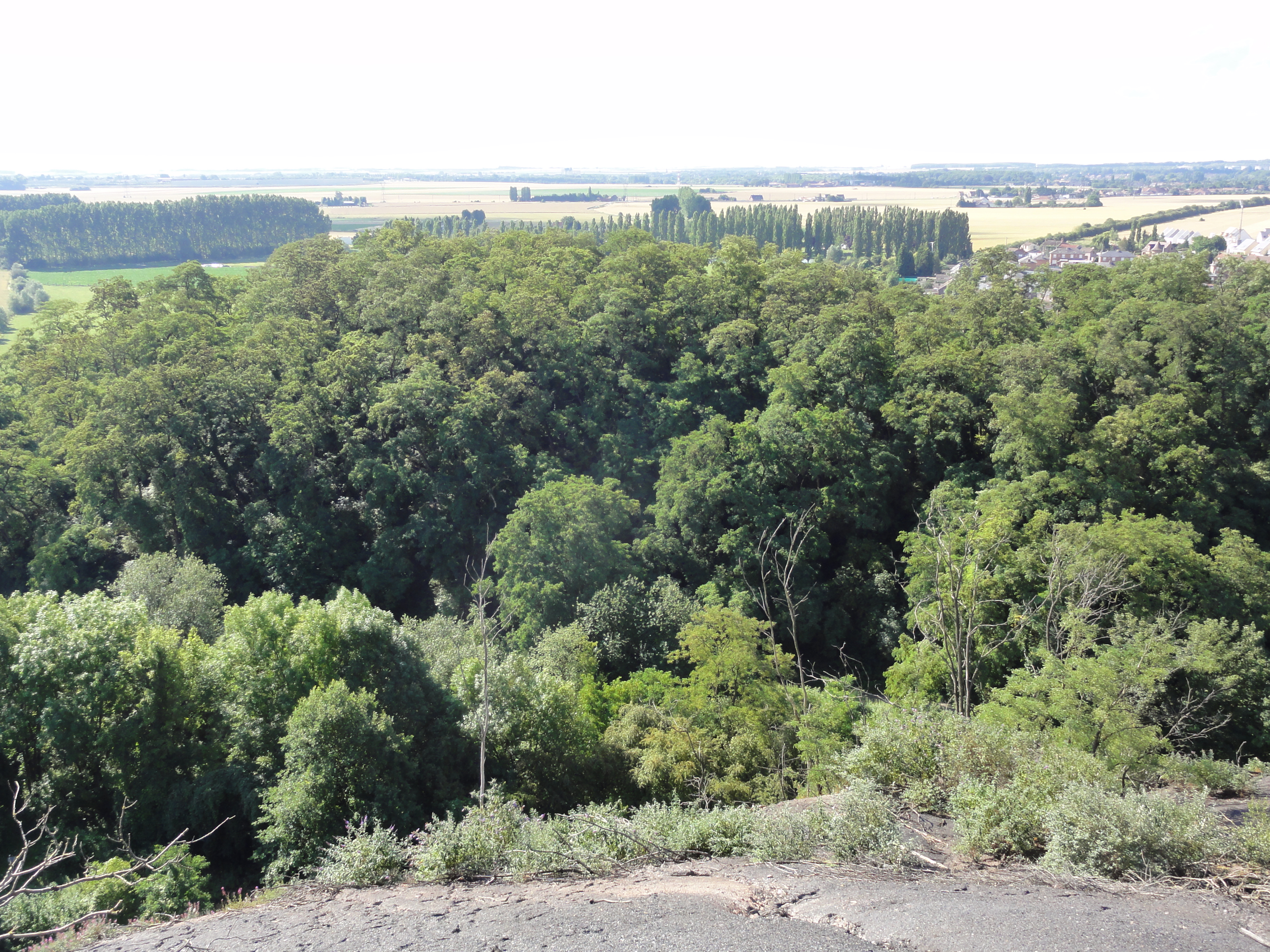
Le terril Haveluy Sud.

50° 21′ 22″ N, 3° 24′ 34″ E
Le terril no 157, Haveluy Nord, situé à Haveluy, est le terril conique de la fosse Haveluy des mines d'Anzin. Haut de cinquante mètres, il est entré en combustion au début du XXIe siècle.

### Terrilno158, Haveluy Sud
50° 21′ 16″ N, 3° 24′ 36″ E
Le terril no 158, Haveluy Sud, situé à Haveluy, est le terril conique de la fosse Haveluy des mines d'Anzin. Haut de vingt mètres, il est de plus petite taille que l'autre terril.

## Les cités
De vastes cités ont été bâties à proximité de la fosse. La cité de corons de la fosse et son dispensaire de la Société de Secours Minière, ainsi que la cité pavillonnaire du Bas Riez, font partie des 353 éléments répartis sur 109 sites qui ont été classés le 30 juin 2012 au patrimoine mondial de l'Unesco. Ils constituent une partie du site no 15.

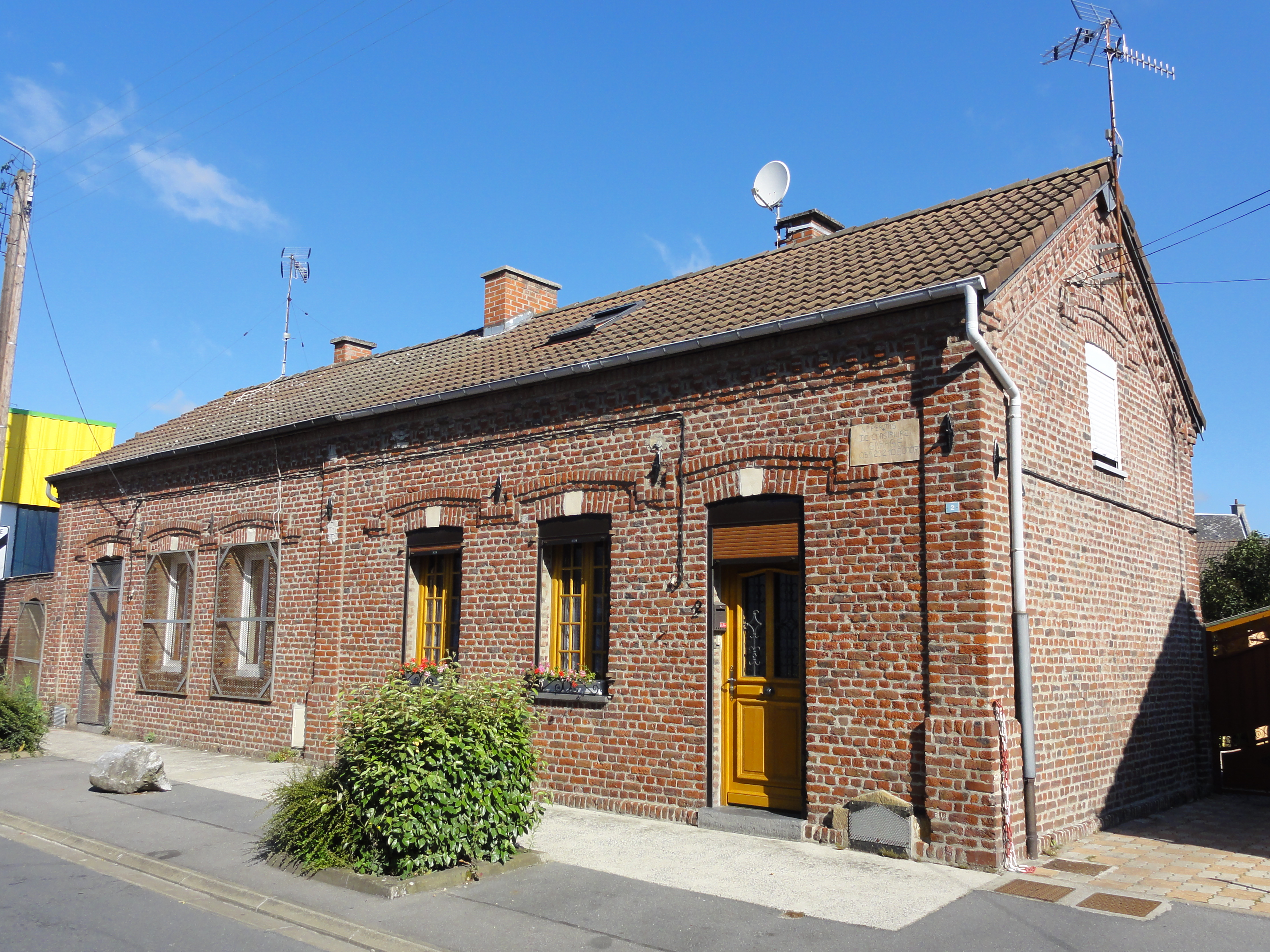
Des habitations groupées par deux.
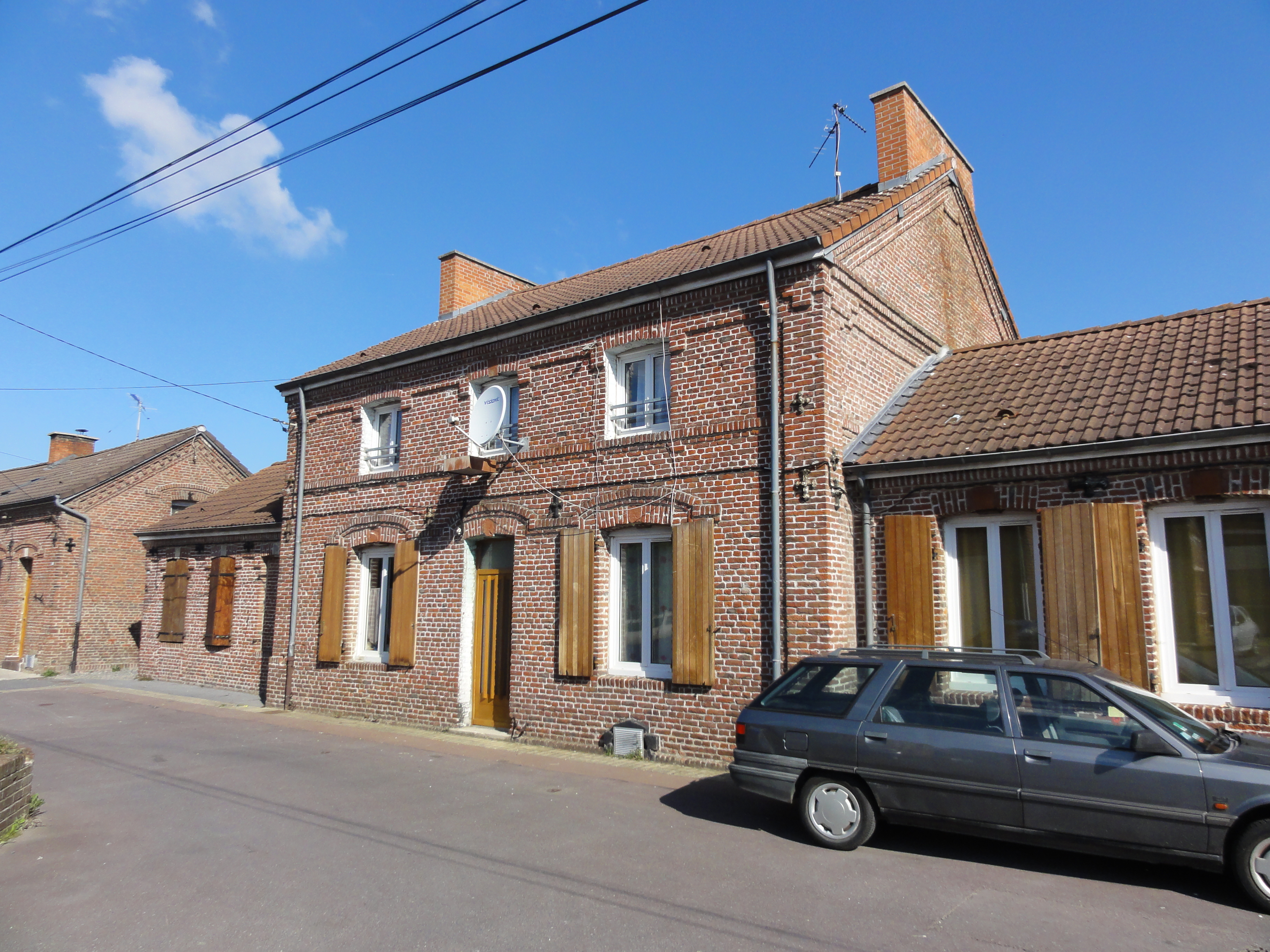
Une habitation d'ingénieur.
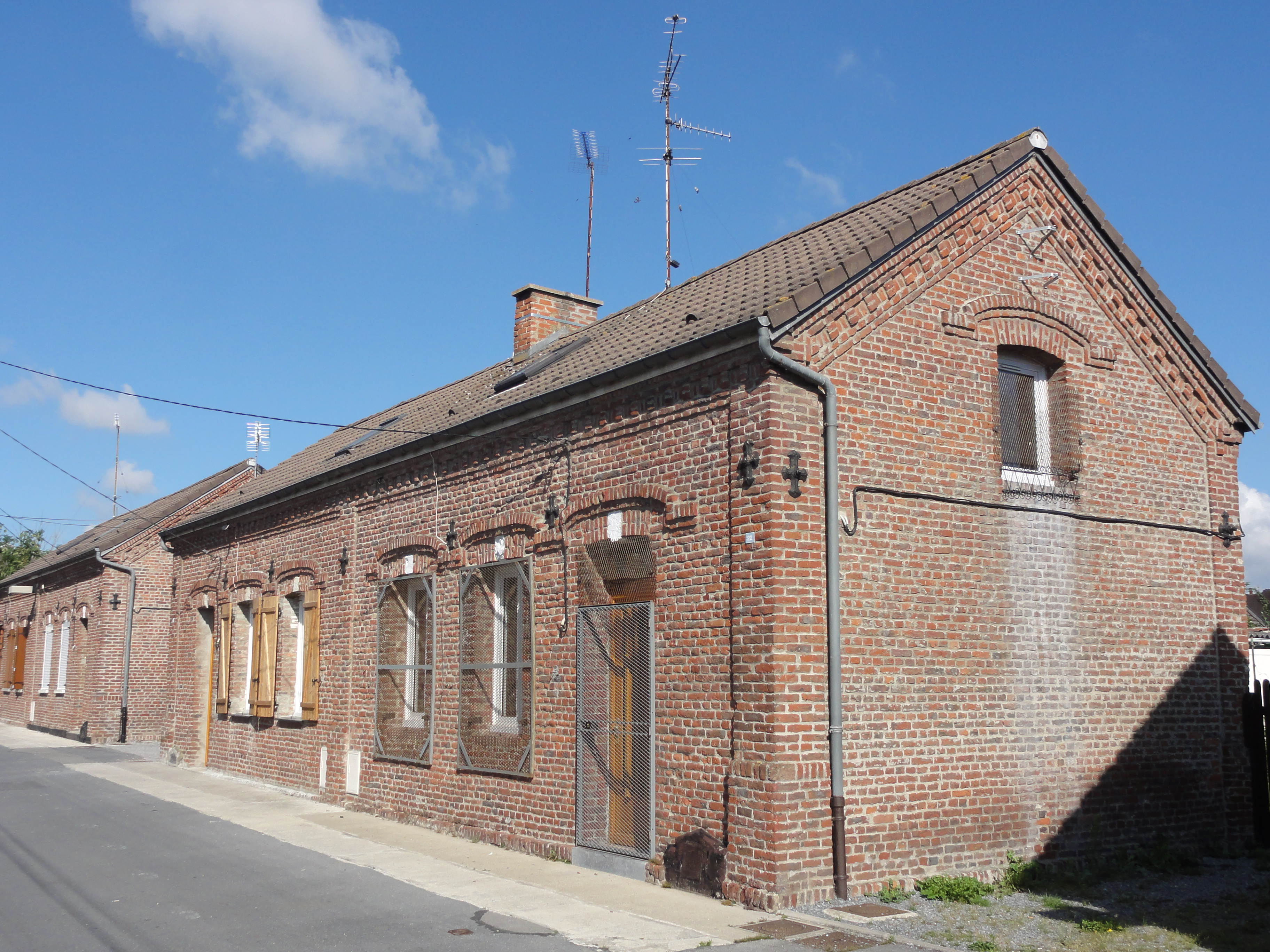
Des habitations groupées par deux.
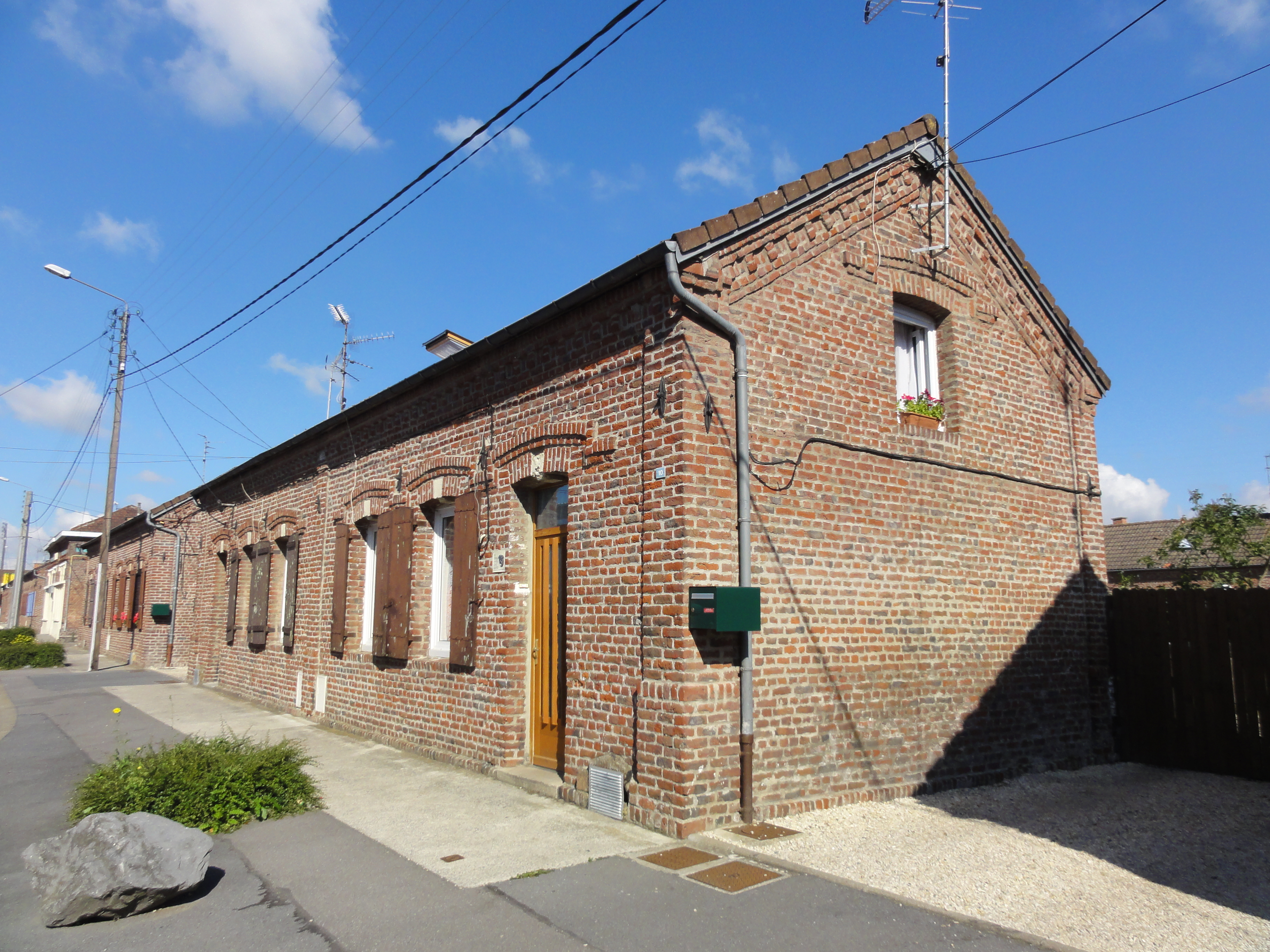
Des habitations groupées par deux.
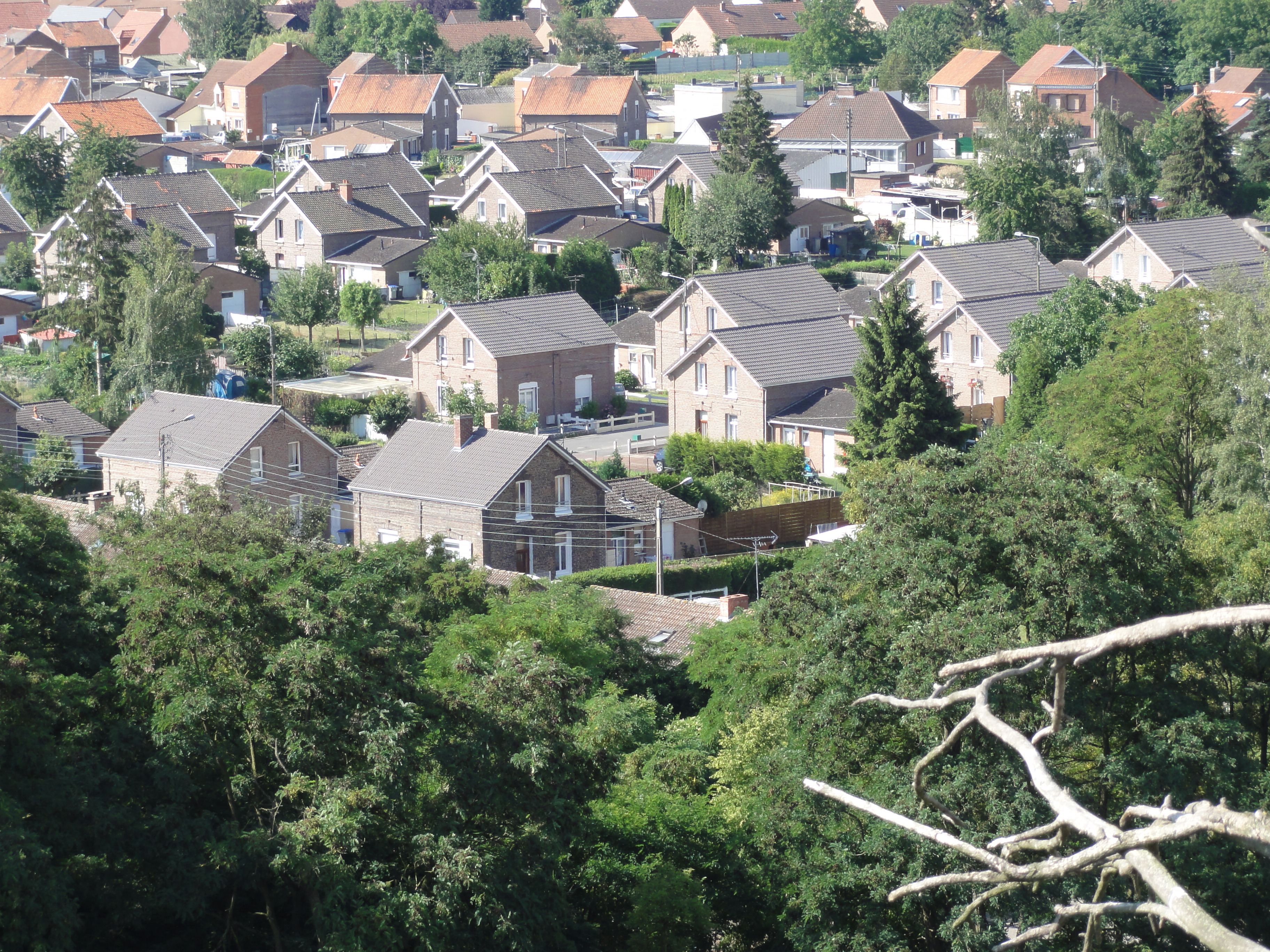
Les cités vues depuis le sommet du terril no 157.
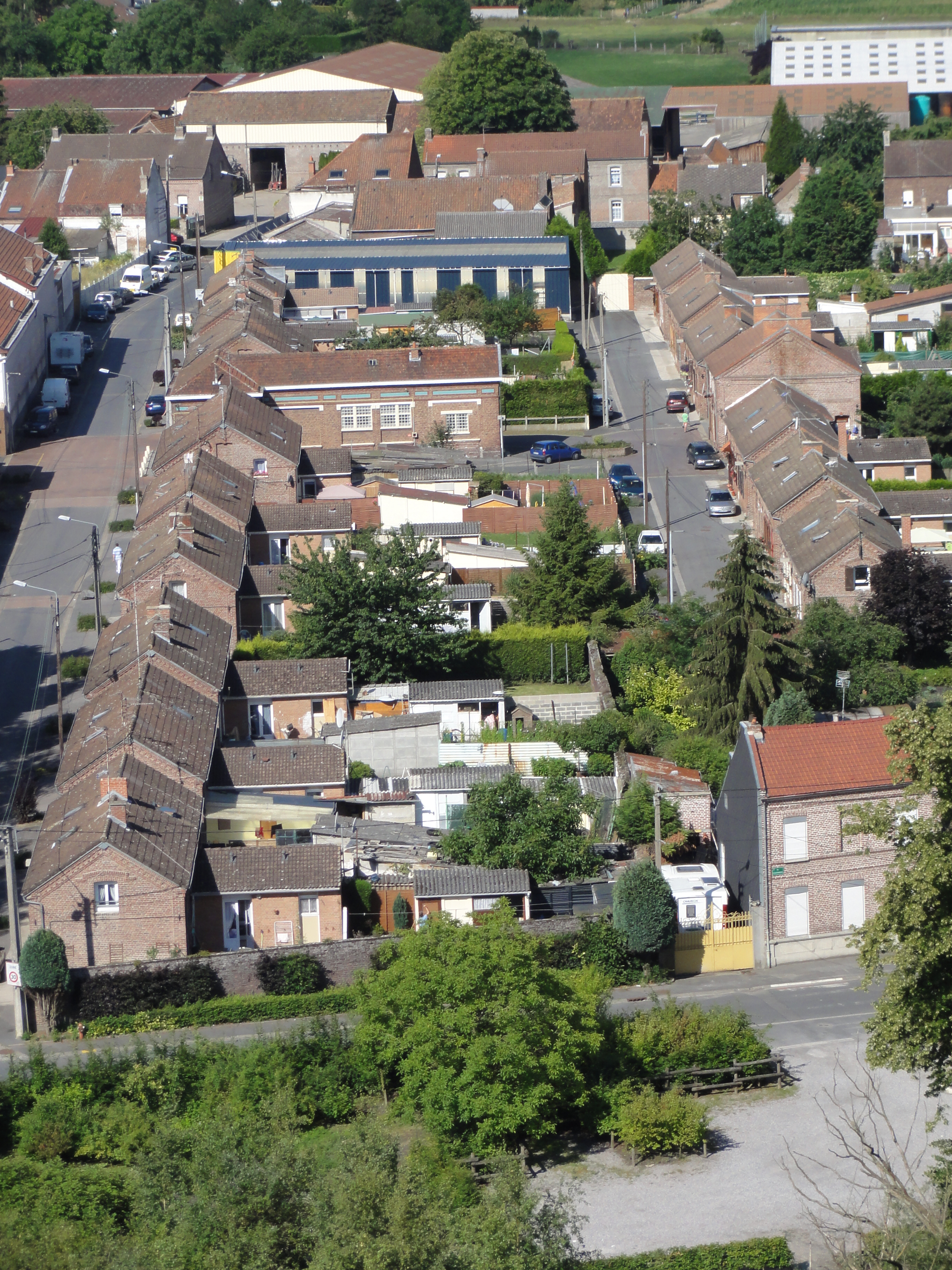
Les cités vues depuis le sommet du terril no 157.